# Paul Epworth
Paul Epworth (Londres, 25 de juliol de 1974) és un músic, compositor i productor discogràfic britànic. Entre els artistes per als quals ha treballat estan Coldplay, Foster the People, Cee Lo Green, Florence and the Machine, Plan B, Friendly Fires, Bloc Party, Annie, Primal Scream, The Rapture, Kate Nash, Robbie Williams, Adele, Maxïmo Park i Paul McCartney.
El 12 de febrer de 2012, durant el lliurament dels premis Grammy, Epworth rebre quatre reconeixements a les categories Productor de l'Any, Àlbum de l'any (per 21, d'Adele), cançó de l'any i enregistrament de l'any (tots dos per «Rolling in the deep», d'Adele).
Al desembre de 2012 va ser nominat juntament amb Adele a un Globus d'Or pel seu treball com a compositors de la cançó «Skyfall», interpretada per la mateixa Adele per la vint-i-tresena pel·lícula de la saga James Bond, resultant guanyador en la cerimònia realitzada el 14 de gener de 2013. Dies abans de rebre el Globus d'Or, es van anunciar els nominats als premis Oscar, on també va figurar amb Adele com a competidor en la categoria millor cançó original. Després que Adele interpretés la cançó en la cerimònia duta a terme el 24 de febrer, la dupla va rebre el guardó de l'Acadèmia.
El 2013 es va editar un nou disc de Paul McCartney titulat "New". En aquest àlbum comparteix amb McCartney producció; interpretació i composició de temes com "Queenie Eye"; "Save us" i "Road"